# McDonnell Aircraft Corporation

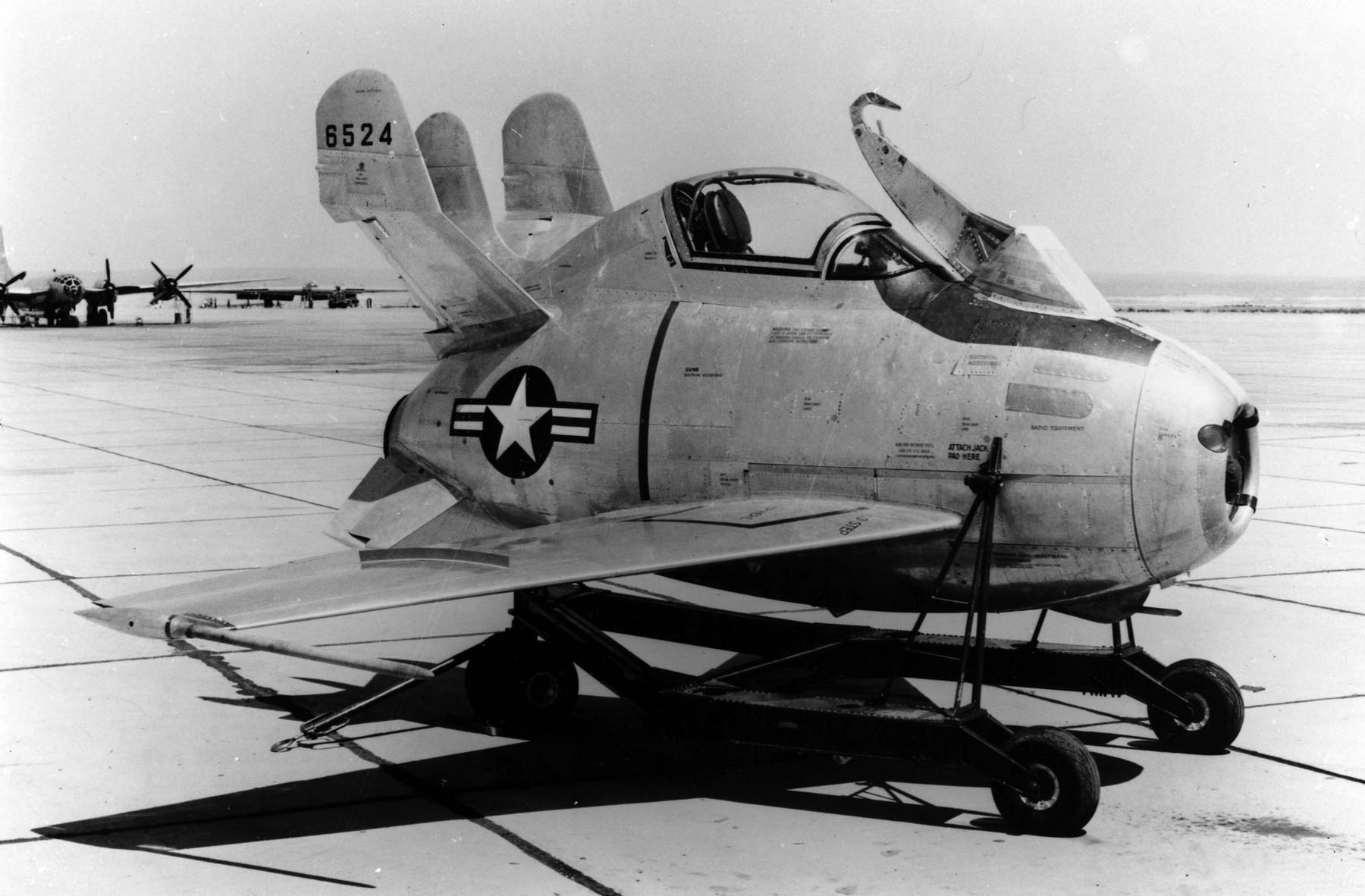
XF-85 Goblin

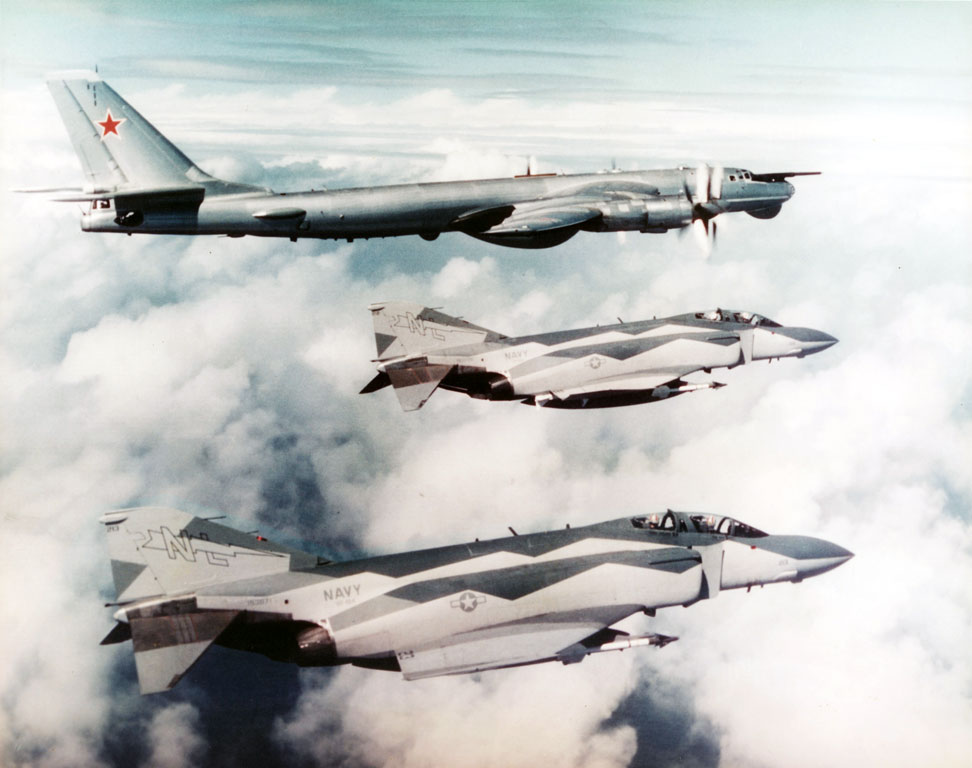
Dvojice letounů McDonnell F-4 Phantom II doprovázející sovětský průzkumný Tu-95

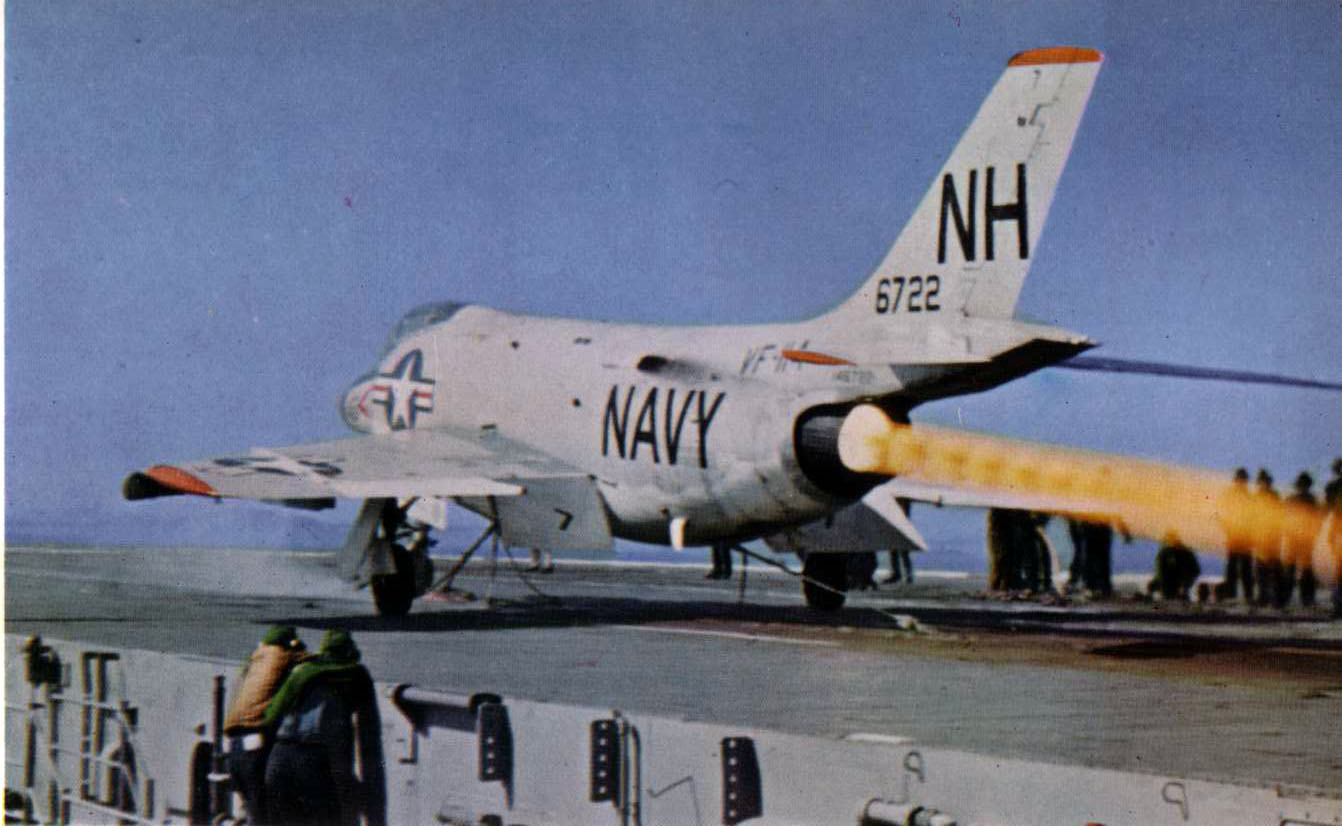
Stíhací McDonnell F3H Demon při startu z USS Hancock (CV-19)

McDonnell Aircraft Corporation byl americký letecký výrobce se sídlem v St. Louis, Missouri. Firmu roku 1939 založil James Smith McDonnell. Roku 1967 byla sloučena s firmou Douglas Aircraft a tak vznikla společnost McDonnell Douglas.

## Historie
James Smith McDonnell založil v roce 1928 v Milwaukee ve státě Wisconsin společnost J.S. McDonnell & Associates. Jelikož ale krátce nato vypukla ekonomická krize, firma už v roce 1929 zkrachovala. McDonnell poté pracoval pro společnost Glenn L. Martin Company. V roce 1938 společnost opustil, aby opět založil vlastní společnost. Jeho nová McDonnell Aircraft Corporation vznikla v roce 1939 v St. Louis, Missouri.
Druhá světová válka znamenala překotný rozvoj společnosti. Z patnácti zaměstnanců v roce 1939 jejich počet vzrostl na 5 000 a koncem války se společnost stala významným leteckým výrobcem. S koncem války a poklesem vládním objednávek se činnost firmy utlumila a byla nucena propouštět.
V roce 1946 se Dave Lewis stal novým vedoucím oddělení aerodynamiky. Ten vedl vývoj legendárního stíhacího letounu McDonnell F-4 Phantom II, který vznikal od roku 1954. V roce 1958 se Dave Lewis stal výkonným viceprezidentem společnosti a v roce 1962 prezidentem společnosti. Po sloučení McDonnellu s Douglasem se nakonec v roce 1969 stal ředitelem celé firmy McDonnell Douglas.
Ke konci druhé světové války se firma rychle přeorientovala na proudové letouny. Úspěšným typem McDonnell FH-1 Phantom založila vývojovou řadu námořních stíhacích letounů, která pokračovala přes typy McDonnell F2H Banshee, McDonnell F3H Demon a McDonnell F-101 Voodoo až k veleúspěšnému McDonnell F-4 Phantom II, který se rozšířil i do armádního letectva a řady dalších států.
Firma dodržovala tradiční pojmenování svých typů po mytických bytostech. Kromě jmenovaných to byl také experimentální parazitní stíhač McDonnell XF-85 Goblin, který měl létat v podvěsu pod těžkým bombardérem Convair B-36 Peacemaker. Tento projekt ale nebyl úspěšný. Až konce 60. let byl McDonnell hlavním dodavatelem stíhacím letounů US Navy.
McDonnell se podílel i na vývoji řady řízených střel, například neobvyklé McDonnell ADM-20 Quail. Zkoumal také možnosti letů v hypersonických rychlostech, což vedlo až ke spolupráci s NASA na projektech Mercury a Gemini.
V 60. letech začalo jednání mezi McDonnell Aircraft a Douglas Aircraft o sloučení v jednu společnost. Rozhovory začaly 1963, finální nabídku Douglas vznesl v roce 1966. Ke sloučení firem došlo 28. dubna 1967. Vznikla tak McDonnell Douglas Corporation (MDC). Sloučení společností řídil Dawe Lewis z McDonnellu.

## Letouny
- McDonnell XP-67 Bat
- McDonnell FH-1 Phantom
- McDonnell F2H Banshee
- McDonnell XF-85 Goblin
- McDonnell XF-88 Voodoo
- McDonnell XV-1 – vrtulník
- McDonnell F3H Demon
- McDonnell F-101 Voodoo
- McDonnell F-4 Phantom II

## Kosmický výzkum
- Projekt Mercury
- Projekt Gemini
- ASSET (Aerothermodynamic Elastic Structural Systems Environmental Tests) – experimentální projekt kosmické lodě

## Rakety
- McDonnell ADM-20 Quail